# 康科德 (特拉華州)
康科德（英語：Concord）是位於美國特拉華州蘇塞克斯縣的一個非建制地區。該地的面積和人口皆未知。

## 地理
康科德的座標為38°38′31″N 75°33′31″W / 38.64194°N 75.55861°W，而該地的平均海拔高度為8米（即26英尺）。